# Tulsa
Tulsa je druhé největší město v Oklahomě a 45. největší město v USA. V roce 2006 zde žilo 382 872 obyvatel, jde o hlavní městskou oblast v Tulsa Metropolitan Statistical Area (Statistická městská oblast Tulsa), v oblasti žije 897 752 obyvatel.
Tulsa byla osídlena okolo roku 1830 původními Američany, v roce 1921 se udály rasové nepokoje. V Tulse se nachází petrochemický průmysl, říká se jí Hlavní město ropy.

## Demografie
Podle sčítání lidu z roku 2010 zde žilo 391 906 obyvatel.

### Rasové složení
- 62,6 % bílí Američané
- 15,6 % Afroameričané
- 5,3 % američtí indiáni
- 2,3 % asijští Američané
- 0,1 % pacifičtí ostrované
- 8,0 % jiná rasa
- 5,9 % dvě nebo více ras

Obyvatelé hispánského nebo latinskoamerického původu, bez ohledu na rasu, tvořili 14,1 % populace.

## Osobnosti
- Jennifer Jonesová (1919–2009), herečka, držitelka Oscara
- Jevgenij Jevtušenko (1932–2017), ruský básník, scenárista a režisér
- David Gates (* 1940), zpěvák-skladatel, frontman soft rockové skupiny Bread
- David Duke (* 1950), politik , bývalý velký čaroděj Ku-klux-klanu
- Alfre Woodardová (* 1952), herečka a politická aktivistka
- Garth Brooks (* 1962), country zpěvák
- Jeanne Tripplehorn (* 1963), herečka
- Bill Hader (* 1978), herec, komik, scenárista, producent a režisér

## Partnerská města
- Pej-chaj, Čína
- Celle, Německo
- Amiens, Francie
- San Luis Potosí, Mexiko
- Tiberias, Izrael
- Ucunomija, Japonsko
- Zelenograd, Rusko
- Kao-siung, Tchaj-wan